# 요코하마항

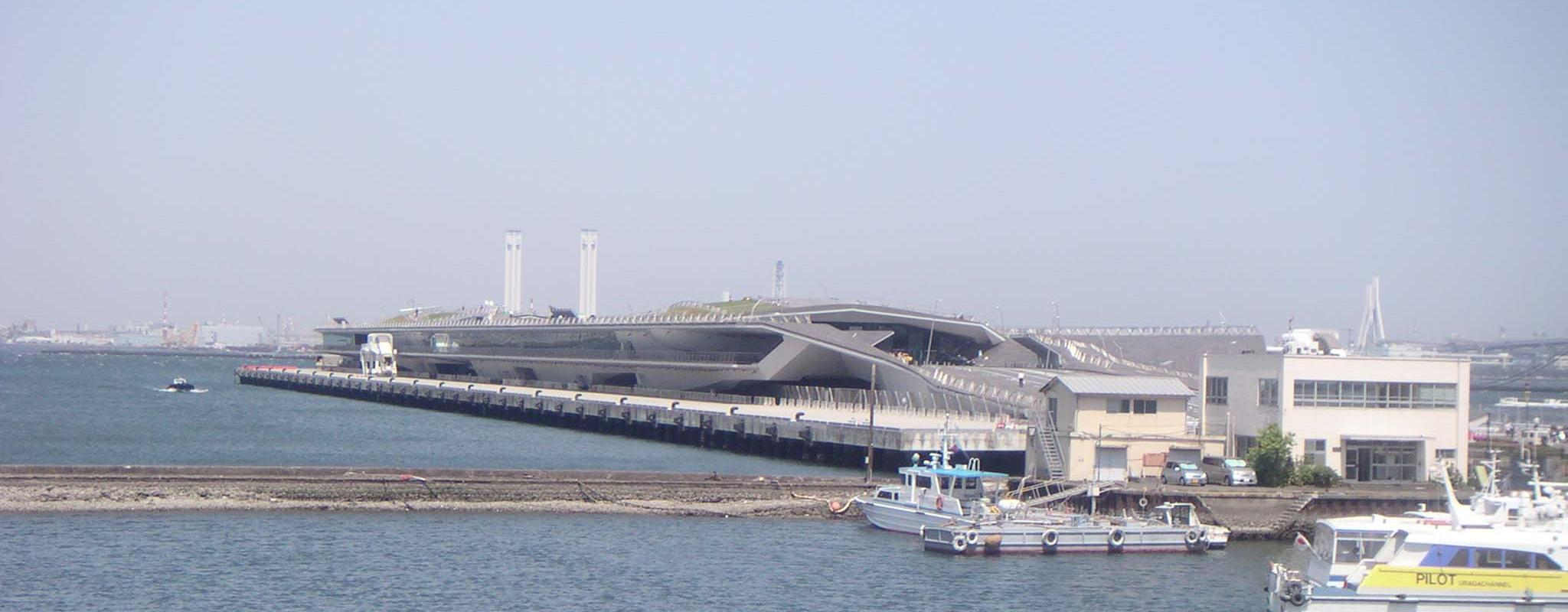
요코하마항

요코하마항(일본어: 横浜港 요코하마코[*])은 가나가와현 요코하마시 도쿄만 연안에 있는 항구이다. 항만 관리자는 요코하마시이며, 1859년 7월 1일에 안세이 5개국 조약에 의해 개항하였다. 금항(金港)이라는 애칭을 가지고있다. 다른 관세법 시행령에서 개항으로 국제 무역항(오대항), 일본 삼대 무역항 등에 포함된다.
동아시아의 대규모 항구에 대항하기 위해 신설된 국제 전략 항만으로 게이힌항(허브 항구)의 일익을 담당하고, 국토교통성에서 ‘국제 컨테이너 전략 항만’의 지정도 받고 있다.
그 범위는 쓰루미구 근해에서 가나자와구 핫케이지마섬 근처까지 7,315.9 헥타아르에 달한다.

## 개요
요코하마항은 1858년 7월 29일에 체결된 미일수호통상조약(안세이 5개국 조약)에 따라 1859년 7월 1일에 무사시국 구라키군 요코하마촌 (요코하마시 중구의 관내 부근)에 개항되어 비단 무역의 중심항으로 또 게이힌 공업지대의 공업 항구, 도쿄의 외항으로 크게 발전했다.
처음에는 현재의 가나가와현청 청사 부근(중구 니혼오도리)에 있던 운상거래소(세관)의 연안에 동서 2개의 부두가 설치되어 무역이 시작되었지만, 다이쇼 기간에 걸쳐 신항 부두 등 항만 시설을 정비하여 고베항과 함께 동서의 국제무역항으로서 일본의 근대화를 견인했다.
제2차 세계 대전 때의 공습과 그 후의 연합군 주둔에 의해 큰 타격을 받았으나, 1950년 제정된 항만법에 따라 이듬해 1951년에 요코하마시가 항만 관리자가 되었다. 전쟁 때는 국영 항만이었지만, 종전 직후 연합군이 접수한 시대를 거쳐 시영 항만화되었다. 1950년에 제정된 요코하마 국제항도 건설법 하에 국제항도 요코하마의 중심 시설로서 정비했다. 현재는 요코하마시의 도쿄만 연안 거의 전역에 퍼져, 10개 부두와 249개의 선석(안벽)이 있다. 외국 무역 컨테이너 처리개수는 도쿄항에 이어 국내 2위이며, 동일본을 대표하는 컨테이너 포트이다. 또한 유람선의 출발 항구로 기항 수로 2003년에 처음으로 국내 항만 1위가 된 이래 그 지위를 유지하고 있다.
입항 선박 수는 전국 1위(43,400척, 2005년 기준), 해상 출입 물동량은 전국 2위(1억 3328만 톤, 동), 대외 무역 규모는 전국 3위(104억 엔, 동)에 달한다.

## 역사

### 가나가와항
요코하마항 지역의 역사는 가마쿠라 막부의 국제 현관 항구로 번영했던 무쓰우라항 (현재 요코하마시 가나자와구)의 존재까지 거슬러 올라갈 수 있지만, 원형은 가나가와항 (神奈川湊)으로 생각되고 있다. 가나가와항은 무사시국 다치바나군 가나가와(현재 가나가와현 요코하마시 가나가와구 가나가와 혼초 부근)에 있었다.
가나가와항은 중세부터 도쿄만 내해 교통의 거점 중 하나로, 가마쿠라 막부가 세워진 13세기 이후 항만 물류가 활발해짐과 함께 가나가와항 또한 발전할 것이다. 기록에 의하면 무로마치 시대인 1392년 단계에서 도쿄만의 주요 선적 항구 중 하나로서 기능을 하고 있었던 것이 밝혀졌다. 가나가와 항구와 그 항구 도시는 가마쿠라 시대에는 쓰루가오카하치만구가 지배했고, 무로마치 시대에는 관동관령 우에스기씨의 영지가 되었다. 그 후, 전국 시대에는 이후 고호조씨의 가신인 타메 씨가 지배하였고, 1590년(덴쇼 18년)에 도쿠가와 이에야스가 에도에 입부하면서 그 지배 하에 들어갔다.
1601년(게이초 6년) 가나가와항의 도시는 가나가와슈쿠로 도카이도의 역참이 되었고, 이후에도 막부의 직할지가 되었다.
에도의 발전과 함께 전국 각지에서 물자수송과 에도만(도쿄) 내해 교통이 활발해져 가나가와항 등 도쿄만의 각 항구에서도 운송선 사업 (운송선 도매상)을 영위하는 자가 등장했다.

## 같이 보기
- 요코하마 미나토미라이 21